# アンドレア・ポラック
アンドレア・ポラック（1961年5月8日 - 2019年3月13日）はドイツ民主共和国（旧東ドイツ）出身の競泳選手である。彼女は1976年のモントリオールオリンピック、1980年のモスクワオリンピックで金メダルを獲得している。
メクレンブルク＝フォアポンメルン州シュヴェリーン出身。1976年、カナダ、モントリオールで行われたオリンピックに15歳で出場。200メートルバタフライと400メートルメドレーで金メダル、400メートル自由形と100メートルバタフライでも銀メダルを獲得している。
4年後のモスクワオリンピックでも400メートルメドレーで金、100メートルバタフライで銀を獲得した。
また、1978年6月3日に女子100メートルバタフライ長水路世界記録（59秒46。当時）、翌日に200メートルバタフライ長水路でも世界記録（2分09秒87。当時）をマークした。
その後はベルリンにあるオリンピックトレーニングセンターにて理学療法士として勤務していた。1987年に国際水泳殿堂入り。だが、1998年、ポラックを含む数人の競泳選手がドーピングを受けていたことが医師やコーチによる告発によって発覚した。
息子のミヒャエル・ピンスケは柔道選手で、2008年北京オリンピックに出場している。
2019年3月13日、癌を罹患していたポラックはベルリンにて死去した。57歳没。